# Barvni krog
Ittenov barvni krog je eden izmed slikarskih krogov, ki urejajo razmerja med barvami. Prikazuje razmerja med primarnimi, sekundarnimi in terciarnimi barvami ter njihovo medsebojno povezanost. V barvnem krogu je skupno 12 barv. Z mešanjem primarnih barv (modre, rdeče in rumene) dobimo sekundarne barve (oranžno, zeleno in vijolično), z mešanjem primarnih in sekundarnih barv pa dobimo terciarne.
Za barve, ki so si v barvnem krogu sosednje pravimo, da so v harmoniji oz. da so harmonične. Njihova kombinacija je vedno uspešna. Dober primer so odtenki rumene, oranžno-rumene in oranžne barve. Barve, ki so si v barvnem krogu nasproti so komplementarne. Njihove kombinacije so izstopajoče, glede na uporabo lahko hitro postanejo moteče. Z mešanjem dveh komplementarnih barv dobimo sivo. 
Barvni kontrasti se med seboj razlikujejo tudi glede na kvaliteto barv, svetlo-temni kontrast in količinski kontrast. .